# Билкас
Билка́с, Билькас (араб. بلقاس‎) — город в Египте, расположенный в губернаторстве Дакахлия в дельте Нила. Население 95 001 житель. Железнодорожная станция. 

## Экономика
Часть населения города работает в сфере курортного отдыха (курорт Гамаса) на побережье Средиземного моря. Еще одна часть населения занята на разработках природного газа в районе Абу-Мади. Билкас остается преимущественно сельскохозяйственным районом, хотя в нем и имеются некоторые виды промышленной деятельности, такие как производство сахара, риса, масел, мыла и пластиковой продукции. Имеются также предприятия по ремонту и техобслуживанию автомобилей по заводским стандартам (особенно для Peugeot и Mercedes-Benz).

## Достопримечательности города
В Билкасе расположены древние дворцы, виллы и другие постройки которые некогда принадлежали князьям и купцам. Одна из этих достопримечательностей — коптский православный монастырь Святого Демьяна.